# فرانك بورنس
فرانك بورنس (بالإنجليزية: Frank Burns)‏ هو سياسي أمريكي، ولد في 21 أكتوبر 1975 في جونستاون في الولايات المتحدة. حزبياً، نشط في الحزب الديمقراطي. وقد انتخب عضو مجلس نواب بنسيلفانيا.